# Generaloberst
Generaloberst var en officersgrad, der eksisterede i Preussen, Tyskland, Østrig-Ungarn og DDR. Det var den højeste regulære officersgrad i den preussiske og tyske hær. Den eneste grad over var generalfeltmarskal, som kun blev tildelt i krig.

## Gradstegn for generaloberst i diverse lande
- Generaloberst
Wehrmacht
- Generaloberst
DDR
- Generaloberst
Egypten